# Kirill Anatoljewitsch Saika
Kirill Anatoljewitsch Saika (russisch Кирилл Анатольевич Заика; * 7. Oktober 1992 in Uspenskoje) ist ein russischer Fußballspieler.

## Karriere
Saika begann seine Karriere beim FK Rostow. Im August 2010 wurde er an den Drittligisten FK Taganrog verliehen. Zur Saison 2011/12 wurde er von Taganrog fest verpflichtet. Für Taganrog kam er in fünfeinhalb Jahren zu 112 Einsätzen in der Perwenstwo PFL, ehe sich der Verein nach der Saison 2014/15 auflöste.
Daraufhin schloss Saika sich zur Saison 2015/16 dem ebenfalls drittklassigen FK Chimki an. Mit Chimki stieg er zu Saisonende in die Perwenstwo FNL auf. Sein Debüt in der zweithöchsten Spielklasse gab er im Juli 2016, als er am ersten Spieltag der Saison 2016/17 gegen den FK Tosno in der Startelf stand. In der Saison 2016/17 kam er zu 33 Zweitligaeinsätzen, in der Saison 2017/18 absolvierte er 32 Spiele.
Zur Saison 2018/19 wechselte er innerhalb der Liga zum FK Sotschi. Für Sotschi kam er zu 16 Zweitligaeinsätzen, ehe er sich im Oktober 2018 das Kreuzband riss. In seiner Abwesenheit stieg Sotschi zu Saisonende in die Premjer-Liga auf. Nach seiner Genesung debütierte er im März 2020 gegen Arsenal Tula in der höchsten russischen Spielklasse. Bis zum Ende der Saison 2019/20 kam er zu 10 Einsätzen in der Premjer-Liga.